# Yatma
Yatma (àrab: يتما, Yatmā) és un vila palestina de la governació de Nablus, a Cisjordània, al nord de la vall del Jordà, 15 kilòmetres al sud de Nablus. Segons l'Oficina Central Palestina d'Estadístiques tenia 2.981 habitants en 2006.
Segons el cens de Palestina de 1931, ordenat per les autoritats del Mandat Britànic de Palestina, Yatma tenia 64 cases ocupades i una població de 325 musulmans.